# Selskabet for Psykisk Forskning
Selskabet for Psykisk Forskning (stiftet 1905, nedlagt i 2022) var en dansk forening, hvis formål var at fremme objektive og videnskabeligt baserede studier af uforklarede psykiske fænomener som telepati, clairvoyance, telekinese og liv efter døden.

## Interesseområde
ESP (Ekstra-Sensorisk Perception) er en fællesbetegnelse for paranormale fænomener som telepati, clairvoyance og prækognition (forudviden). Den psykiske forskning (eller parapsykologien) undersøger også om det menneskelige sind kan påvirke materien (psykokinese). Af andre forskningsområder kan nævnes healing, ud-af-kroppen oplevelser, trance og ændrede bevidsthedstilstande (meditation, hypnose, automatskrivning m.m.) samt spørgsmålet om liv efter døden.

## Historie
Selskabet blev stiftet d. 25. november 1905 i København og nåede at blive  det tredjeældste selskab af sin art i verden. Kun det engelske "Society for Psychical Research" (stiftet 1882), som var forbilledet for den danske forening, og "The American Society for Psychical Research" (stiftet 1885) er ældre.
Fra starten i 1905 var selskabet en tværfaglig forening bestående af videnskabsmænd fra forskellige discipliner, herunder læger, fysikere, ingeniører og psykologer samt lægfolk. Selvom selskabet i årene efter 1905 kun talte omkring 200 medlemmer, så bestod en betragtelig del af medlemsskaren dog af nogle af tidens største videnskabsmænd og kulturpersonligheder. 
Blandt initiativtagerne til stiftelsen af selskabet var således den daværende direktør for Zoologisk Have Julius Schiøtt (1856-1910) og grundlæggeren af Psykologisk Laboratorium i København dr. Alfred Lehmann (1858-1921). Julius Schiøtt blev valgt som selskabets første formand og Alfred Lehmann blev næstformand. 
Flere fremtrædende videnskabsmænd har siden hen været formænd for selskabet, herunder bl.a. opfinderen og ingeniøren Severin Lauritzen (1850-1924), som grundlagde firmaet Kemp & Lauritzen i 1882, religionshistorikeren Vilhelm Grønbech (1873-1948), psykiateren August Wimmer (1872-1937), filosoffen Kort K. Kortsen (1882-1939), dr.med. Knud H. Krabbe (1885-1961) og professor Christian Winther (1873-1968). 
Af andre prominente personer, som har siddet i selskabets bestyrelse, kan bl.a. nævnes forfatteren Johannes Hohlenberg (1881-1960), direktøren for Magasin du Nord Carl Vett (1871-1956), militærhistorikeren Karl von Kohl (1869-1958) samt fabrikant Poul Thorsen, der senere blev kendt som manden bag den nuværende lærestol i parapsykologi og hypnose ved Lunds Universitet. Lærestolen indehaves i dag af professor Etzel Cardeña.
Selskabet har med uregelmæssige mellemrum udgivet sit eget tidsskrift, det første udkom i 1906 under navnet "Tidsskrift for Psykisk Forskning". Senere havde det navnet "Dansk Tidsskrift for Psykisk Forskning".
I 1921 arrangerede selskabet den første internationale kongres for psykisk forskning. Der deltog adskillige kendte forskere fra hele verden, og interessen for kongressen var så stor, at pressen bragte daglige referater herfra.